# Le Ticket
Pour plus de détails, voir Fiche technique et Distribution.
Le Ticket (티켓, Ticket) est un film sud-coréen réalisé par Im Kwon-taek, sorti en 1986.

## Synopsis
Le film raconte l'histoire de serveuses de dabangs, dans lesquels on peut acheter un « ticket » pour obtenir des prestations sexuelles.

## Fiche technique
- Titre : Le Ticket
- Titre original : 티켓 (Ticket)
- Réalisation : Im Kwon-taek
- Scénario : Song Kil-han
- Musique : Shin Pyong-ha
- Photographie : Ku Jung-mo
- Montage : Park Sun-duk
- Production : Jin Seong-man
- Société de production : Jimi Film
- Pays :  Corée du Sud
- Genre : Drame
- Durée : 100 minutes
- Dates de sortie : 
  -  Corée du Sud : 23 août 1986

## Distribution
- Kim Ji-mee : Sei-young
- Ahn So-yeong
- Hie Myeong
- Lee Hye-yeong
- Jeon Se-yeong

## Distinctions
Le film a été présenté en sélection officielle en compétition au Festival international du film de Chicago. Il a également reçu trois Korean Association of Film Critics Awards : meilleur film, meilleur réalisateur et meilleure actrice pour Kim Ji-mee.